# Gluskovói járás
A Gluskovói járás (oroszul Глушковский район [Gluskovszkij rajon]) Oroszország egyik járása a Kurszki területen. Székhelye Gluskovo.

## Népesség
- 1989-ben 32 855 lakosa volt.
- 2002-ben 28 147 lakosa volt.
- 2010-ben 22 661 lakosa volt.